# Баранов Юрій Іванович
Баранов Юрій Іванович (3 січня 1934, Новокузнецьк, Кемеровська область, Росія) — голова правління, директор, АТ Шахтоуправління «Донбас».

## Життєпис
- 1951—1952 — учень в Томському гірничому технікумі. 1952— грудень 1955 — служба в армії.
- 1955 — робітник очисного вибою шахти 5/6 ім. Калініна тресту «Куйбишеввугілля», у Донецьку.
- 1959 — гірник очисного вибою,
- 1960 — гірничий майстер, заступник начальника дільниці, начальник дільниці шахти «Мушкетівська-Заперевальна № 1», Донецьк.
- 1960 року закінчив Донецький політехнічний інститут.
- 1964—1965 — головний інженер шахти «Мушкетівська-Вертикальна» тресту «Пролетарськвугілля» комбінату «Донецьквугілля», Донецьк.
- 1965—1968 — начальник шахтоуправління № 8 тресту «Пролетарськвугілля» комбінату «Донецьквугілля».
- Вересень 1968 — директор шахти імені газети «Социалистический Донбасс».
- 1981 — директор шахтоуправління імені газети «Социалистический Донбасс» ВО «Донецьквугілля», директор шахтоуправління «Донбас» ВО «Донецьквугілля», директор — голова правління ДВАТ "Шахтоуправління «Донбас» ДХК «Донвугілля».
- 2004—2005 — Довірена особа кандидата на пост Президента України Януковича за ТВО № 41.

## Нагороди
- Заслужений шахтар України
- орден Трудового Червоного Прапора (1971)
- орден Жовтневої революції (1976)
- Герой Соціалістичної Праці (1981, з врученням ордена Леніна)
- Орден «За заслуги» III ст. (1999)[1]
- Герой України (з врученням ордена Держави, 19.12.2001)
- Відзнака Президента України — ювілейна медаль «20 років незалежності України» (19 серпня 2011)[2]
- Почесна грамота КМ України (12.2003)[3].